# Reichsgau Flandern
Der Reichsgau Flandern (ned.: Rijksgouw Vlaanderen) war ein vom NS-Staat im Jahr 1944 gegründeter Reichsgau, welcher Teile Belgiens und Nordfrankreichs umfasste, insbesondere die heutige Region Flandern in ihren historischen Provinzgrenzen (d. h., einschließlich Comines-Warneton aber ohne den Ort Voeren) sowie die französischen Departements Nord und Pas de Calais. Das Gebiet um Brüssel wurde nicht Teil des Reichsgaues Flandern, sondern bildete den Distrikt Brüssel. Der Reichsgau Flandern bestand formal vom 15. Dezember 1944 bis zur deutschen Kapitulation am 8. Mai 1945. Zum Zeitpunkt der Ausrufung des Reichsgaus Flandern war dieses Territorium bereits vollständig durch alliierte Truppen befreit und gehörte nur noch theoretisch zum Reichskommissariat Belgien und Nordfrankreich. Die Ausrufung erfolgte durch belgische NS-Kollaborateure im deutschen Exil, Gauleiter war Jef Van de Wiele.